# Thygater
Thygater is een geslacht van vliesvleugelige insecten uit de familie bijen en hommels (Apidae)

## Soorten
- T. aethiops (Smith, 1854)
- T. anae Urban, 1999
- T. analis (Lepeletier, 1841)
- T. armandoi Urban, 1999
- T. cockerelli (Crawford, 1906)
- T. colombiana Urban, 1967
- T. crawfordi Urban, 1967
- T. chaetaspis Moure, 1941
- T. dispar (Smith, 1854)
- T. hirtiventris Urban, 1967
- T. laevis Urban, 1999
- T. latitarsis Urban, 1967
- T. luederwaldti (Schrottky, 1910)
- T. melanotricha Urban, 1967
- T. mexicana Urban, 1967
- T. micheneri Urban, 1967
- T. minarum Urban, 1999
- T. montezuma (Cresson, 1878)
- T. mourei Urban, 1961
- T. nigrilabris Urban, 1967
- T. nigropilosa Urban, 1967

- T. oliveirae (Holmberg, 1903)
- T. palliventris (Friese, 1908)
- T. paranaensis Urban, 1967
- T. rubricata (Smith, 1879)
- T. seabrai Urban, 1967
- T. sordidipennis Moure, 1941
- T. tuberculata Urban, 1967
- T. ubirajarai Urban, 1999
- T. xanthopyga Urban, 1967